# بیدن کامن
بیدن کامن (به انگلیسی: Beedon Common) یک روستا در بریتانیا است که در بارکشر غربی واقع شده‌است.